# Chełmoniewo
Chełmoniewo (do 1945 niem. Gollendorf) – osiedle we wschodniej części Koszalina, administracyjnie podlega jednostce samorządowej, którą stanowi Rokosowo. 
Chełmoniewo jest położone u stóp Góry Chełmskiej, na wschód od Rokosowa. Tereny te od końca XIII do czasów reformacji należały do koszalińskiego klasztoru cystersek. Występujący tu mikroklimat sprawił, że w połowie XIX wieku obecne Chełmoniewo stało się wsią letniskową, gdzie chętnie przebywali chorzy na płuca. W 1928 w północnej części wsi otworzono sanatorium przeciwgruźlicze na sześćdziesiąt łóżek. W 1934 Gollendorf został połączony z Rokosowem w jedno sołectwo, ale nie miało to wpływu na odrębność obu wsi oraz prawa własności gruntów. W 1945 polska administracja osiedliła tu pierwsze dwadzieścia trzy rodziny pochodzące z Lubelszczyzny (osiem), Poznańskiego (pięć), Kieleckiego (dwa), Rzeszowszczyzny (dwa), Mazowsza (dwa), Białostoczczyzny (dwie) i Wileńszczyzny (dwie).  W tym samym roku zmieniono nazwę z Gollendorf na Galiny, ale ostatecznie w 1947 przyjęto nazwę Chełmoniewo. 1973 zostało włączone w granice Koszalina.
Do Chełmoniewa dociera linia autobusowa nr. 2 i wybrane kursy linii 12, tutejsze ulice w przeważającej części noszą nazwy pochodzące od gatunków drzew. W 1978 w północnej części osiedla rozpoczęto budowę szpitala wojewódzkiego, inwestycja ta nigdy nie została ukończona. W 1990 południowa część Chełmoniewa została przyłączona do Rokosowa, pięć lat później odłączono ją przyłączając do nowo powstałej jednostki samorządowej Lubiatowo. 
W latach 1954-1972 siedziba gromady Chełmoniewo. 31 grudnia 1959 część wsi Chełmoniewo obejmującą tereny Zakładu Remontowo-Montażowego (3,31 ha), odgraniczoną od północy szosą Koszalin-Maszków, od południa drogą Koszalin-Dzierżęcino a od wschodu gruntami wsi Chełmoniewo, wyłączono z gromady Chełmoniewo, włączając ją do miasta (na prawach powiatu) Koszalina w tymże województwie. Kolejną część Chełmoniewa (48,00 ha) do Koszalina włączono 1 stycznia 1973, a pozostałą (94,77 ha) 1 stycznia 1989.